# Enkolpion

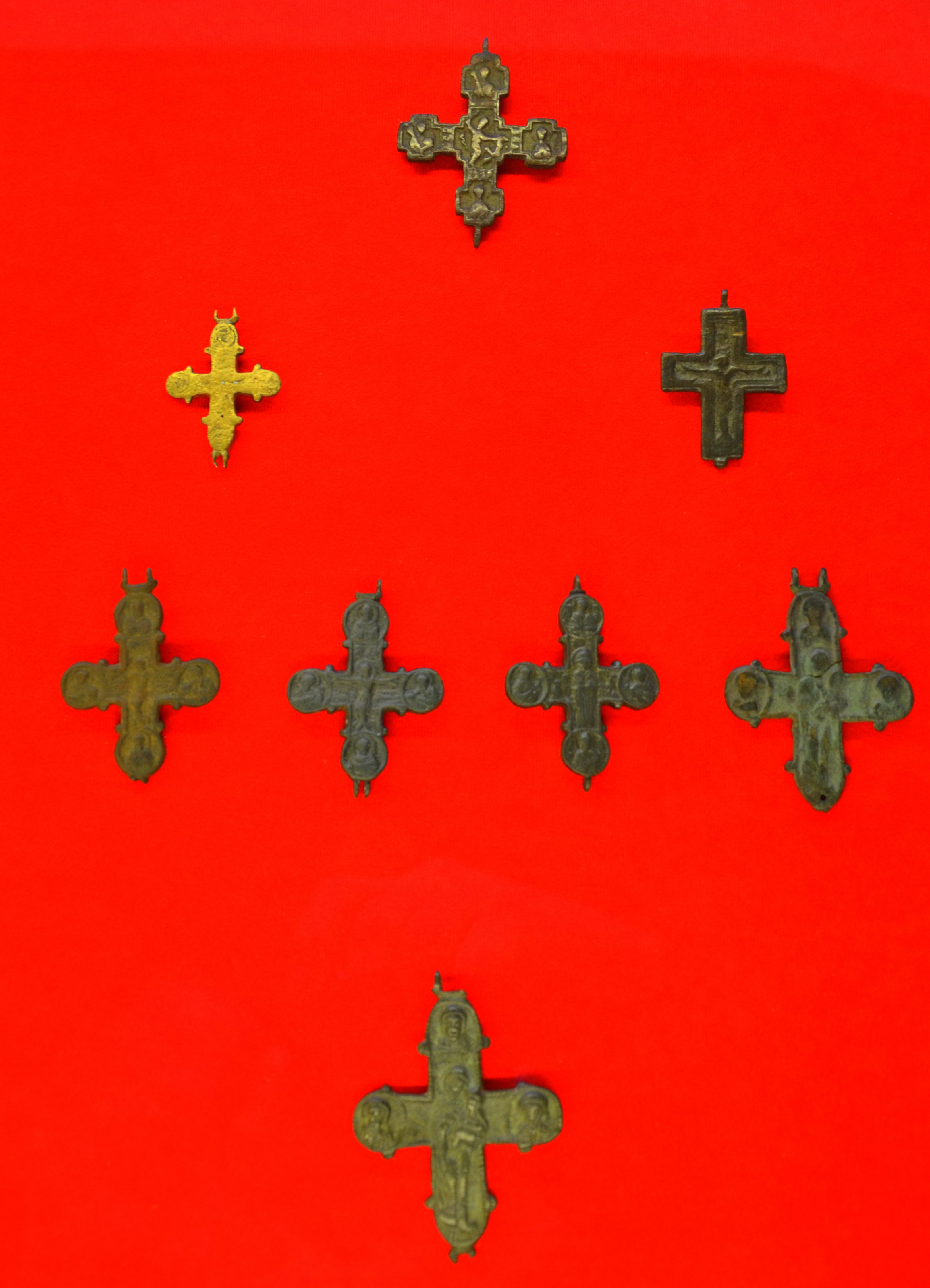
Enkolpiony z cmentarzyska w Trepczy (XI do XIV wiek)

Enkolpion (gr. εγκόλπιον en – na, kolpos – pierś) – relikwiarz noszony na piersiach przez chrześcijan, zawierający relikwie lub cytaty z Pisma Świętego. Enkolpion był niekiedy traktowany jak amulet.
Przyjmuje się, że termin enkolpion pojawił się po raz pierwszy w liście Nicefora I, patriarchy Konstantynopola z roku 811 do papieża Leona III.
Zwyczaj noszenia enkolpionu wywodzi się z używanych przez żydów filakterii. Według oficjalnego stanowiska Kościoła noszenie enkolpionu powinno być formą wyznania wiary, prośbą o opiekę Boga. Winno wiązać się z upamiętnieniem jakiegoś ważnego wydarzenia w życiu (np. chrztu, pielgrzymki) lub być wyrazem przynależności do bractwa kościelnego.
Enkolpion w kształcie krzyża nosili cesarze, a do czasu wejścia w życie pektorału papieże i biskupi. Rodzajem enkolpionu było noszone przez kanoników dystynktorium. W Kościele prawosławnym popularny jest enkolpion w kształcie medalionu (panagia). Noszony jest przez dostojników kościelnych, patriarchowie noszą po dwa lub więcej enkolpiony.
W Muzeum Historycznym w Sanoku znajdują się enkolpiony znalezione podczas prac wykopaliskowych w grodzisku w miejscowości Trepcza.